# Comune distrettuale di Akmenė
Il comune distrettuale di Akmenė è uno dei 60 comuni della Lituania, situato nella regione della Samogizia. Fra i centri abitati c'è Venta.